# Estado Coro
El Estado Coro fue una antigua entidad federal que compredía el mismo territorio de la republicana Provincia de Coro y que formaba parte de los Estados Unidos de Venezuela. Fue fundado el 20 de febrero de 1859 con la Toma de Coro, cuando se inicia la Guerra Federal y tiene carácter constitucional desde 1864 hasta el año 1874 cuando se le cambia el nombre a Estado Falcón. Ocasionalmente recuperaría su nombre histórico, pero por breves periodos de tiempo. A partir de 1901 pierde definitivamente esa denominación originaria.

## Historia
- 20 de febrero de 1859, el comandante Tirso Salaverría toma Coro.
- 21 de febrero de 1859, se proclama el Grito de la Federación.
- 23 de febrero de 1859, Ezequiel Zamora llega a Coro, se inicia la Guerra Federal.
- 1862: Batalla de Buchivacoa en la que los federales derrotan a los conservadores.
- 1863: Por el Tratado de Coche el Mariscal Juan Crisóstomo Falcón termina la guerra federal y asume la presidencia de la república.
- 1864: La constitución de 1864 ratifica a Coro como uno de los Estados Unidos de Venezuela.
- 1870: Muerte de Juan Crisóstomo Falcón.
- 1874: Antonio Guzmán Blanco, presidente de la república decreta el cambio de nombre del estado a Falcón, en honor al mariscal y expresidente de Venezuela Juan Crisóstomo Falcón, hijo ilustre del estado.
- 1874 – 1875: El general León Colina se alza en la llamada revolución de Coro, contra el gobierno de Antonio Guzmán Blanco, llegará a ocupar partes de la Provincia de Barquisimeto, antes de que la rebelión fuera sofocada.
- 1881: El estado Falcón es fusionado con el estado Zulia, formándose el Estado Falcón Zulia, la capital es establecida inicialmente en Casigua, un pequeño pueblo de Falcón, luego es cambiada a Capatárida también en Falcón.
- 1883: La parroquia Democracia Quisiro del Cantón Casigua pasa a la sección Zulia del estado Falcón–Zulia, al disolverse el estado Falcón – Zulia, el estado Zulia la conservará, Falcón adquiere su territorio actual.
- 1890: el presidente Raimundo Andueza Palacio decreta la disolución del estado Falcón–Zulia, Falcón vuelve a ser un estado independiente y su capital vuelve a ser Coro.
- 1899: El estado vuelve a llamarse estado Coro.
- 1901: El estado pasa a llamarse Falcón definitivamente, los cantones son divididos en distritos.

## Territorio
El estado Coro ocupaba un territorio similar al del actual estado Falcón, con la parroquia Democracia Quisiro dentro del Cantón Casigua, la cual pasaría al estado Zulia en 1883.

### Bandera de Federación (Coro)

La Bandera de Federación, proclamada en Coro luego de estallada la Guerra Federal. Vigente desde febrero hasta junio de 1859.

Al tener lugar el Grito de la Federación en la ciudad de Coro y con ello el inicio de la Guerra Federal en todo el país, el Congreso provisional desconoce entre otras cosas la antigua bandera de Venezuela y decreta en su lugar la primera bandera de la Federación cinco días después del inicio de la contienda. 

El GOBIERNO PROVISIONAL DE CORO DEL ESTADO CORO, EN EJERCICIO DE LAS FUNCIONES GENERALES DE LA FEDERACIÓN
DECRETA.
1º El Pabellón Nacional es el de la extinguida República de Venezuela, con la adición de siete estrellas azules en la franja amarilla, para simbolizar con su número las siete provincias que constituyeron la Federación Venezolana del año undécimo. "El Ejército y la Armada usarán este pabellón hasta que la Asamblea General de los Estados decrete lo que creyese conveniente.
Dado en Coro, a 25 de febrero de 1859, Año 1º de la Federación

Finalmente la bandera fue depuesta por una nueva versión de la Federación, convirtiéndola en una de las banderas oficiales de más corta duración dentro de las banderas oficiales del país, con apenas cuatro meses en vigencia. Además, resulta muy similar, si no igual, a la Bandera del Gobierno Federal de 1817.

## División territorial
El Estado Coro estaba dividido en 6 cantones:
- Cantón Coro, cabecera Coro
- Cantón Cumarebo, cabecera Cumarebo
- Cantón Costa Arriba, cabecera Tocuyo de la Costa
- Cantón Casigua, cabecera Casigua
- Cantón San Luis, cabecera San Luis
- Cantón Paraguaná, cabecera Pueblo Nuevo

## Presidentes/gobernadores del Estado Coro
Desde 1864 se denominó presidente al gobernante del estado Coro, es a partir de 1945 cuando se le conoce como gobernador: